# Mecklenburg megye (Virginia)
Mecklenburg megye az Amerikai Egyesült Államokban, azon belül Virginia államban található. Megyeszékhelye Boydton, legnagyobb városa South Hill. Lakosainak száma 30 319 fő (2020. április 1.). Mecklenburg megye Lunenburg, Brunswick, Warren, Vance, Granville, Halifax és Charlotte megyékkel határos.

## Népesség
A megye népességének változása:
| Lakosok száma | 32 705 | 32 618 | 31 806 | 31 426 | 31 081 | 30 319 |
|               | 2010   | 2011   | 2012   | 2013   | 2015   | 2020   |